# Karsan
A Karsan Otomotiv Sanayi ve Ticaret A.Ş. törökországi járműgyártó vállalat. Székhelye Bursában található.
Magyarországon a BKV-nak értékesített Karsan Atak midibuszokról ismeretes a vállalat.

## Története
A vállalatot 1966-ban alapították a törökországi Bursában. 1979 és 1998 között a Koç Group tulajdonában állt, majd 1998-ban İnan Kıraç vezetése alatt a Kıraça Group többségi tulajdonjogot szerzett a cégben.
2013-ban a cég éves bevétele 480 millió dollár volt. 

## Jelenlegi modellek
- Peugeot Partner (1997-től)
- Peugeot Boxer (2001–?)
- Fiat Ducato (2001-től)
- Hyundai Truck (2007-től)
- Citroën Berlingo (2008-tól)

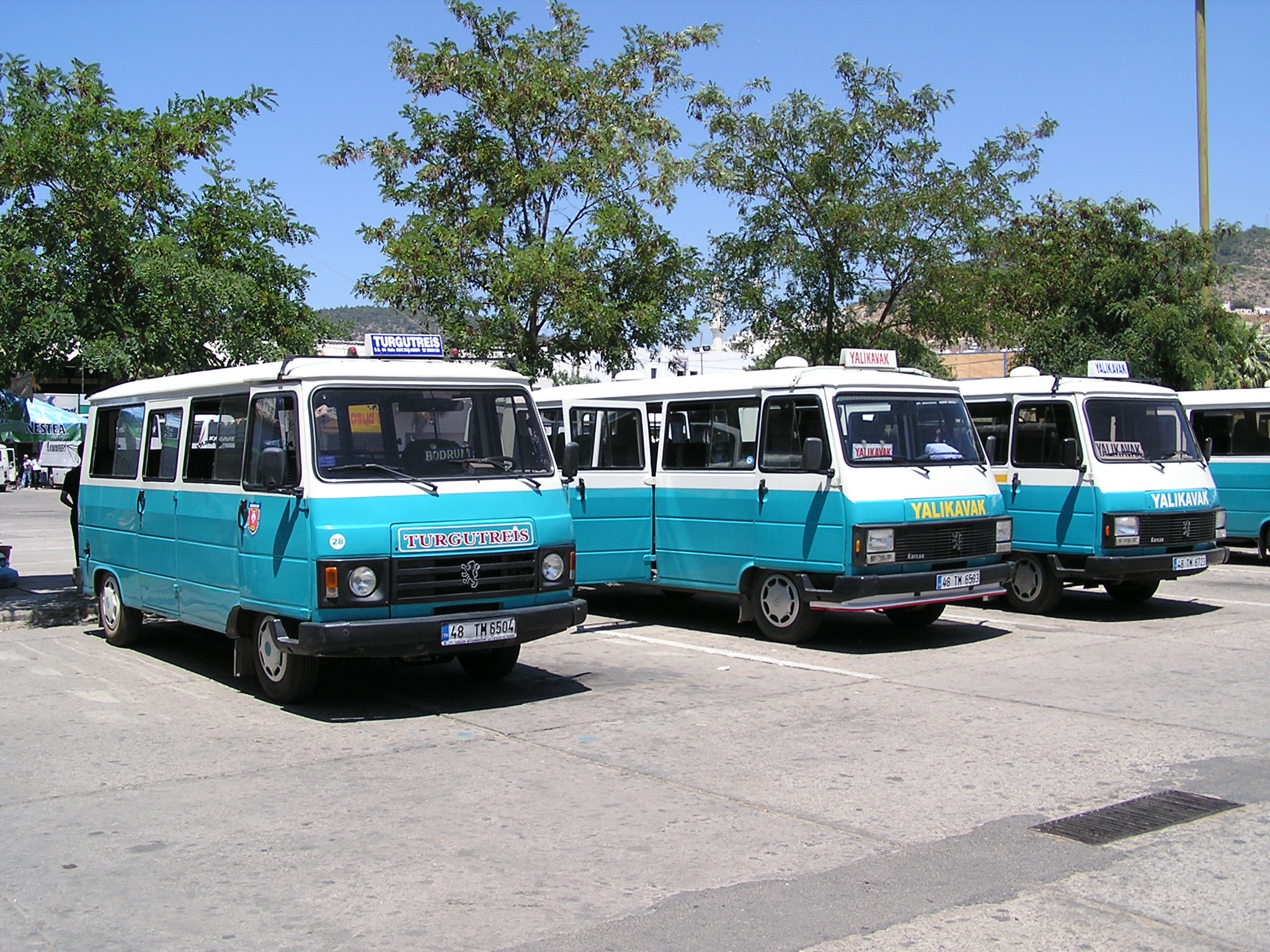
A Karsan által gyártott Peugeot J9

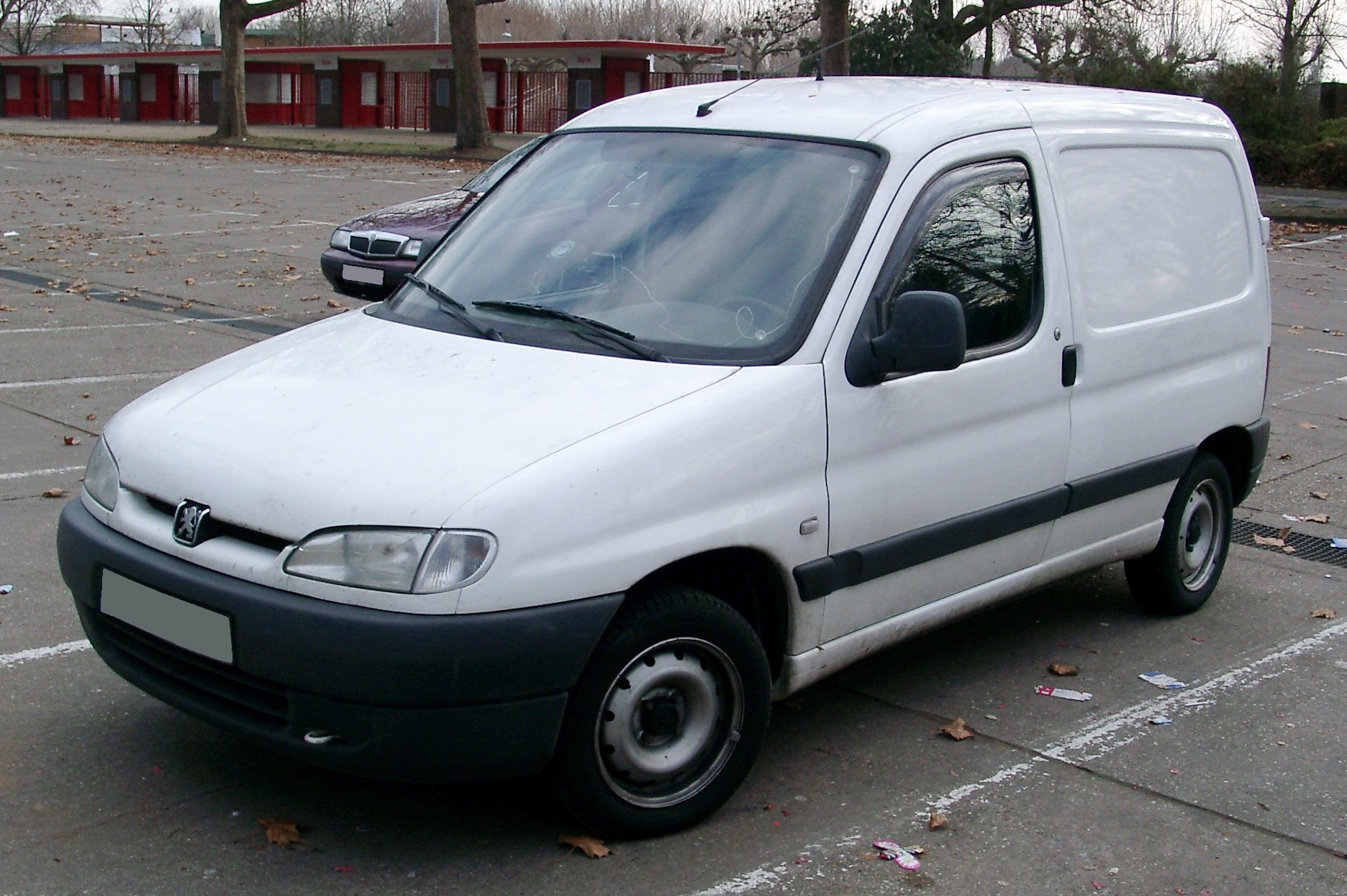
Az 1997 óta gyártott, 2003-ban és 2008-ban megújított Peugeot Partner modell

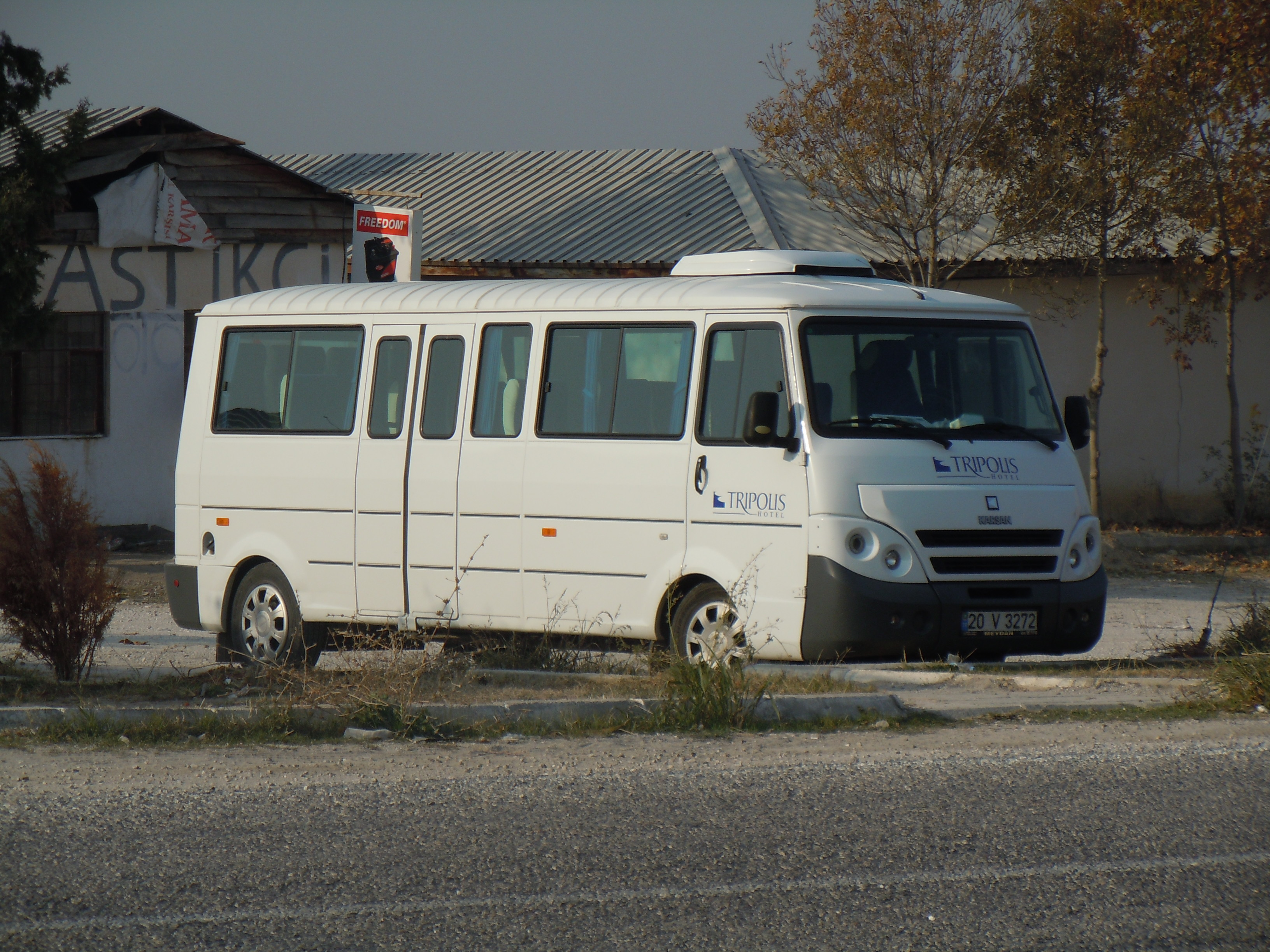
Karsan J10 minibusz

- BredaMenarinibus Vivacity (2010-től)
- BredaMenarinibus Avancity (2010-től)
- Karsan V-1 (prototípus)
- Karsan Jest (2013-tól)
- Karsan Atak (2014-től)
- Karsan Star (2014-től)
- Hyundai H350 (2015-től)

## Korábbi modellek
- Peugeot J9 (1981–2006)
- Karsan J9 Premier (2006–2010)
- Renault Premium (2008–2013)
- Renault Kerax (2009–2013)
- Karsan J10 (2010–2015)

## Fordítás
- Ez a szócikk részben vagy egészben  a   Karsan című angol Wikipédia-szócikk fordításán alapul.  Az eredeti cikk szerkesztőit annak laptörténete sorolja fel. Ez a jelzés csupán a megfogalmazás eredetét és a szerzői jogokat jelzi, nem szolgál a cikkben szereplő információk forrásmegjelöléseként.

## Külső hivatkozások
- Karsan website Archiválva 2008. június 8-i dátummal a Wayback Machine-ben
- Karsan Taxi NYC
- Karsan Atak Archiválva 2019. szeptember 5-i dátummal a Wayback Machine-ben
- Karsan J9 Premier based on Peugeot J9